# Parigi-Tours 2002
La Parigi-Tours 2002, novantaseiesima edizione della corsa e valevole come prova della Coppa del mondo 2002, si svolse il 6 ottobre 2002, per un percorso totale di 257 km. Fu vinta dal danese Jakob Piil, al traguardo con il tempo di 5h39'11" alla media di 45,462 km/h.
Al traguardo 143 ciclisti portarono a termine il percorso.

## Squadre partecipanti
| N.      | Cod. | Squadra                          |
| ------- | ---- | -------------------------------- |
| 1-8     | DFF  | Domo-Farm Frites                 |
| 11-18   | MAP  | Mapei-Quick Step                 |
| 21-28   | FAS  | Fassa Bortolo                    |
| 31-38   | COF  | Cofidis, le Crédit par Téléphone |
| 41-48   | LOT  | Lotto-Adecco                     |
| 51-58   | SAE  | Saeco-Longoni Sport              |
| 61-68   | RAB  | Rabobank                         |
| 71-78   | LAM  | Lampre-Daikin                    |
| 81-88   | TAC  | Tacconi Sport-Emmegi             |
| 91-98   | TEL  | Team Telekom                     |
| 101-108 | COA  | Team Coast                       |
| 111-118 | CST  | CSC-Tiscali                      |
| 121-128 | ACQ  | Acqua & Sapone-Cantina Tollo     |

| N.      | Cod. | Squadra               |
| ------- | ---- | --------------------- |
| 131-138 | USP  | US Postal Service     |
| 141-148 | ONE  | ONCE-Eroski           |
| 151-158 | GST  | Gerolsteiner          |
| 161-168 | BAN  | iBanesto.com          |
| 171-178 | C.A  | Crédit Agricole       |
| 181-188 | BIG  | BigMat-Auber 93       |
| 191-198 | EUS  | Euskaltel-Euskadi     |
| 201-208 | BJR  | Bonjour               |
| 211-218 | FDJ  | La Française des Jeux |
| 221-228 | KEL  | Kelme-Costa Blanca    |
| 231-238 | A2R  | AG2R Prévoyance       |
| 241-248 | DEL  | Jean Delatour         |

## Ordine d'arrivo (Top 10)
| Pos. | Corridore              | Squadra          | Tempo    |
| ---- | ---------------------- | ---------------- | -------- |
| 1    | Jakob Piil             | CSC-Tiscali      | 5h39'11" |
| 2    | Jacky Durand           | F. des Jeux      | s.t.     |
| 3    | Erik Zabel             | Deutsche Telekom | a 20"    |
| 4    | René Haselbacher       | Gerolsteiner     | s.t.     |
| 5    | Romāns Vainšteins      | Domo-Farm Frites | s.t.     |
| 6    | José Enrique Gutiérrez | Kelme            | s.t.     |
| 7    | Igor Astarloa          | Mercatone Uno    | s.t.     |
| 8    | Jo Planckaert          | Cofidis          | s.t.     |
| 9    | Fabio Sacchi           | Saeco            | s.t.     |
| 10   | Julian Dean            | US Postal        | s.t.     |